# Cortyta phaeocyma
Cortyta phaeocyma is een vlinder uit de familie spinneruilen (Erebidae). De wetenschappelijke naam is voor het eerst geldig gepubliceerd in 1913 door Hampson.
De soort komt voor in tropisch Afrika.